# Sunbury, Pennsylvania
Sunbury [ˈsʌnbɛri] är administrativ huvudort i Northumberland County i delstaten Pennsylvania. Enligt 2010 års folkräkning hade Sunbury 9 905 invånare.